# سام مالون
سام مالون (بالإنجليزية: Sam Malone)‏ هو سياسي أمريكي، ولد في 9 ديسمبر 1970 في سينسيناتي في الولايات المتحدة.